# 山野古墳
座標: 北緯35度32分00.9秒 東経139度39分12.9秒 / 北緯35.533583度 東経139.653583度
山野古墳（さんやこふん）は、かつて神奈川県横浜市鶴見区駒岡に所在した古墳時代の古墳。駒岡古墳群に含まれるが、正確な所在地点は不明で、築造年代や墳丘の形態などもよく解っていない。出土遺物がわずかに師岡熊野神社の熊野郷土資料館に伝わっている。

## 立地と概要
鶴見区西部に広がる下末吉台地（標高40-50メートル）の、鶴見川南岸に面した台地北端部（地域名では鶴見区駒岡・梶山・三ツ池公園・上末吉・下末吉・諏訪坂にかけて）には、かつて複数の古墳群や横穴墓群が分布しており、同区駒岡に集中域をもつ古墳群は「駒岡古墳群」と呼ばれている。
1907年（明治40年）4月4日に駒岡北端の丘陵斜面で土取工事中に横穴墓が開口し、1908年（明治41年）10月9日に東京帝国大学の坪井正五郎が招聘され、横穴墓と山頂の古墳を発掘調査したことで、駒岡瓢箪山古墳や岩瀬山横穴墓群（お穴様）・駒岡堂の前古墳などが知られるようになった。
山野古墳は、駒岡堂の前古墳の西側の丘陵上に位置したとされ、『横浜市文化財地図』（2004年発行）には、鶴見区駒岡4丁目32番地の「鶴見区No.10」という埋蔵文化財包蔵地の付近にあったとされている。しかし既に破壊され、詳しい様相は解っていない。僅かながら出土遺物（勾玉4点・管玉2点・丸玉1点など）が伝わっており、現在は駒岡堂の前古墳の出土遺物とともに、師岡熊野神社の熊野郷土資料館が所蔵している。